# Okręg wyborczy Kinross and Western Perthshire
Okręg wyborczy Kinross and Western Perthshire powstał w 1918 r. i wysyłał do brytyjskiej Izby Gmin jednego deputowanego. Okręg obejmował hrabstwo Kinross i część hrabstwa Perth. Został zniesiony w 1983 r.

## Deputowani do brytyjskiej Izby Gmin z okręgu Kinross and Western Perthshire
- 1918–1923: James Gardiner, Szkocka Partia Unionistyczna
- 1923–1938: Katherine Stewart-Murray, księżna Atholl, Szkocka Partia Unionistyczna
- 1938–1955: William McNair Snadden, Szkocka Partia Unionistyczna
- 1955–1963: Gilmour Leburn, Szkocka Partia Unionistyczna
- 1963–1974: Alec Douglas-Home, Partia Konserwatywna
- 1974–1983: Nicholas Fairbairn, Partia Konserwatywna